# Banco (Schriftart)
Banco ist eine Akzidenzschrift, die aussieht, als wäre sie gezeichnet und nicht geschrieben. Gemäß der durch Maximilien Vox entwickelten Klassifikation der Schriften, die noch heute von der Association Typographique Internationale verwendet wird, gehört die Banco zu der Gruppe der Manuaren.
Phill Grimshaw entwickelte 1991 eine Variante der Banco für Linotype und International Typeface Corporation. Er verwendete Minuskeln und unterschiedliche Strichstärken.